# 台州书画院
台州书画院位于浙江台州椒江区白云山麓，占地约三十亩，建筑面积约一万平米，始建于2003年3月，于2005年1月正式落成，投资近四千万，为一家国有全额事业单位。
台州书画院聘请了王伯敏、高而颐等人为名誉院长，四十余名知名的书画家为顾问，并邀请了一批台州本土书画家作为研究员，成立了由为书画院作出重大贡献的人士组成的台州书画院理事会。

## 场区分布
台州书画院内有展览厅、藏品陈列厅、学术报告厅、艺术培训区、艺术交流区、办公区等场厅。

## 重点展览
- 徐悲鸿艺术展
- 黄宾虹作品展
- 浙江第五届青年美术作品展
- 拉美绘画展[2]